# کیرشنپینگارتن
کیرشنپینگارتن (به آلمانی: Kirchenpingarten) یک شهر در آلمان است که در بایروث واقع شده‌است.